# 사무엘 일링주니어
사무엘 일링주니어 (Samuel Iling-Junior, 2003년 10월 4일 ~ )는 잉글랜드의 축구 선수이며, 미들즈브러에서 레프트 윙어로 뛰고 있다.